# 梁芬
梁芬（265年—350年），安定郡烏氏县（今甘肃省平涼市）人。西晋官員。官至司徒。出身安定梁氏，梁柳之子。
晋怀帝末年，为卫将军、卫尉。女儿梁兰璧嫁给晋怀帝为皇后。311年，刘曜攻陷洛阳，梁芬逃奔长安。与贾疋等人立司马邺为皇太子。313年四月初一，晋怀帝被害的消息传到长安，皇太子司马邺举行哀悼，加戴冠冕。四月廿七日，司马邺即皇帝位为晋愍帝，宣布大赦，改年号为建兴。任卫将军梁芬为司徒，雍州刺史麴允为尚书左仆射、录尚书事，京兆郡太守索綝为尚书右仆射，兼领吏部、京兆尹。316年正月，梁芬提议追封司马邺的生父吴王司马晏皇帝尊号，右仆射索綝等人引用魏明帝的诏书，追赠司马晏为太保，谥号孝。